# Hadramaut
Hadramaut, ili Ḥadramut (arapski: حضرموت ) je ime za povijesnu regiju na jugu Arapskog poluotoka duž Adenskog zaljeva u Indijskom oceanu, koja ide prema istoku sve do omanskog Dhofara.

## Etimologija
Postoji više teorija o porijeklu imena Hadramaut, najvjerojatnije zvuči ona koja kaže da ime Hadramaut potječe od grčke riječi hydreumata a to je značilo utvrđena vodena postaja (utvrđeni grad s izvorom vode) duž suhog korita vadija. To su bila odmorišta karavana na Putu Tamjana.

## Povijest
Već od 2. tisućljeća prije Krista Hadramaut je postao važno središte južnoarapske civilizacije. Preko Hadramauta se odvijala trgovina egzotičnim robama (zlato, slonova kost, robovi, tamjan) iz Afrike i Indije za antička kraljevstva u Sredozemlju. Iz Hadramauta su kretali karavani na Put tamjana preko Mariba i Hedžaza do Palestine.
U davnoj povijesti slavu imena Hadramaut pronijelo je antičko kraljevstvo iz predislamskog doba Hadramaut, po kojem je i današnja jemenska muhafaza Hadramaut dobila ime. Stanovnici Hadramauta zovu se Hadramiji (Hadramiti, Hadramisi), antički pisci zvali su ih; Katramotiti, Katramiti ili Adramiti.
Na teritoriju Hadramauta od 14. stoljeća prostirao se plemenski sultanat Kathiri, a od kraja 19. st. i sultanat Qu'aiti, oba dva postali su dio Adenskog protektorata. Hadramaut je ostao pod britanskom zaštitom kao dio Južnoarapskog Protektorata sve do 1967. godine. Nakon toga osnovana je Narodna Republika Južni Jemen, koja se ujedinila s Sjevernim Jemenom 22. svibnja 1990. u današnju državu Republiku Jemen.

## Zemljopis
Regija Hadramaut je zapravo porječje Wadi Hadramauta plus uski obalni pojas duž obale Arapskog mora koji se proteže na istok sve do omanskog Dhofara. Obala je bezvodna, a odmah nakon nje uzdiže se pojas strme široke visoravni (al-Jol), koji je prosječno visok 1.370 m. Ova visoravan je izbrazdana oskudnom mrežom dubokih kanjona  - wadija (sezonskih vodotokova). Sa sjevera Hadramaut postupno prelazi u veliku pustinju Rub' al Khali ili kako Hadramiji kažu - Prazni prostor.
Današnji Hadramaut je upravno podijeljen između jemenskih muhafaza Hadramauta, al-Mahre i Šabve.
Žitelji ove regije Hadramiti, Hadramiji danas kao i u davnoj prošlosti žive u svojim karakterističnim pustinjskim manhatanima (vrlo gusto naseljenim naseljima i gradovima) smještenima uglavnom duž Wadi Hadhramauta, uglavnom tamo gdje postoji neki izvor vode ili bunari. No bave se zapravo zemljoradnjom, uz uske pojase obradive zemlje oko svojih gradova. Sade pšenicu, proso, uzgajaju datule, kokos, duhan i kavu. Po pustinjskoj visoravni lutaju malobrojni beduini sa svojim stadima ovaca i koza. Hadramitski društveni odnosi su još uvijek prožeti plemenskim običajima, plemenski vođe upravljaju životima svojih suplemenika. Uz njih veliku ulogu ima i stara sejidska vjerska aristokracija, koja za sebe tvrdi da vuče porijeklo od samog proroka Muhameda. Vrlo konzervativno školovana, strogo se drži islama (onako kako ga ona interpretira) i ima visok društveni ugled.
Od kraja 19. stoljeća, i uspostava veza sa širim svjetskim okruženjem preko britanske kolonijalne politike, otpočeo je proces emigracije Hadramita u tadašnje britanske kolonije po Indiji (Hyderabad, Bhatkal, Malabar) te zemlje jugoistočne Azije, poglavito na Javu, Sumatru, Malaku, Timor i Singapur. Mnogi Hadramiji su se uspeli u svojim novim sredinama na vrlo visoke položaje, tako je na primjer nekoliko indonezijskih ministara, uključujući i bivšeg ministra vanjskih poslova Ali Alatasa i bivšeg ministra financija Mari' Muhammeda, bilo hadramijskog podrijetla. Najviše se ipak uspeo bivši premijer Istočnog Timora Mari Alkatiri. Hadramiji su se naselili i duž obala Istočne Afrike (dva kenijska ministara; Shariff Naser i Najib Balala, su Hadhramiji).
Danas je vjerojatno najpoznatiji Hadrami - Osama bin Laden čija obitelj vuče porijeklo iz Hadhramauta.
Najveći grad u Hadhramautu i upravno sjedište muhafaze je lučki grad Al-Mukalla sa 174,700 stanovnika (2003.), drugi veći gradovi su; Sajun (75, 700), Ash Shihr (69,400), Tarim (48,079).
Prvi europljanin koji je u moderna vremena (prva polovica 19. st.) prokrstario Hadramaut i izvijestio tadašnju europsku javnost o prilikama u tom zabačenom dijelu svijeta iz 1001 noći bio je njemački arabist Adolph Gustav von Wrede.

## Poveznice
- Put tamjana
- Vadi Hadramaut
- Kraljevstvo Hadramaut
- Sultanat Kathiri
- Sultanat Qu'aiti
- Hadramaut (muhafaza)
- Hadramiti
- Hadrami arapski

## Vanjske poveznice
- Hadhramout.org - Sve o Hadramautu - Društvo Hadramaut

Sestrinski projekti
|  | Zajednički poslužitelj ima još gradiva o temi Hadramaut |